# ماريانو بومباردا
ماريانو بومباردا (بالإسبانية: Mariano Bombarda)‏ (من مواليد 10 سبتمبر 1972 في قادس) هو لاعب كرة قدم أرجنتيني متقاعد، ولد في إسبانيا، وبدأ مسيرته الاحترافية في هولندا.

## مسيرته الاحترافية
بدأ بومباردا مشواره مع الاحتراف في موسم 1994-1995 لنادي غرونيننغن عندما شارك في المباراة ضد نادي هيرينفين في 26 أغسطس 1994.
لعب بومباردا أيضا لميتز، فيليم، فينورد، وتينيريفي.

## بعد الاعتزال
يعمل بومباردا حاليا كمدرب لفريق الشباب في نادي فيليم.

## وصلات خارجية
- ماريانو بومباردا على موقع قاعدة بيانات كرة القدم.إي يو (الإنجليزية)
- ماريانو بومباردا على موقع عالم كرة القدم.نت (الإنجليزية)

- Profile